# Big Brother (televisieprogramma)
Big Brother is een van oorsprong Nederlands televisieprogramma dat werd ontwikkeld door John de Mol. In 1999 kwam het programma voor het eerst op de televisie en sindsdien is het internationaal uitgezonden in 80 landen.

## Concept

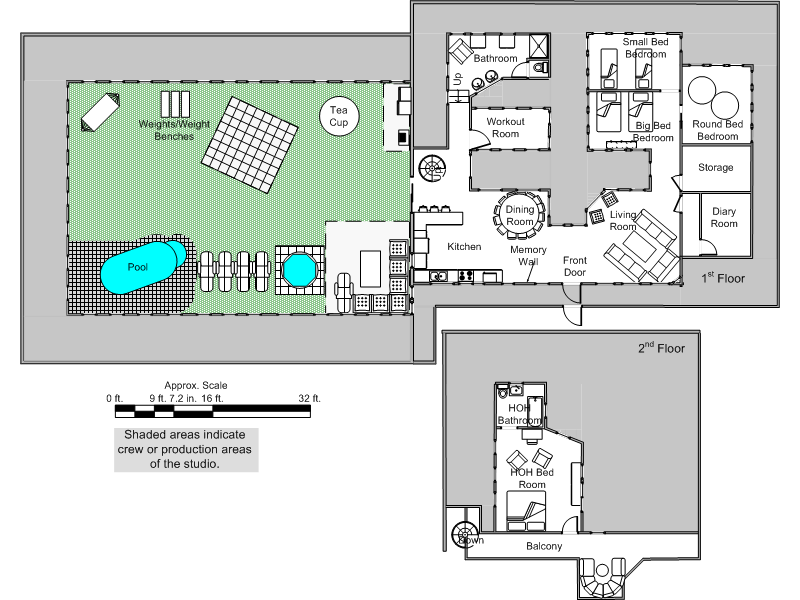
Plattegrond van de Amerikaanse versie van de studio en leefruimten. De grijze gedeelten zijn werkgebied voor de cameramensen

Het concept houdt in dat een groep personen gedurende enkele maanden wordt opgesloten in een speciaal gebouwd huis met relatief beperkte voorzieningen. Deze groep personen wordt geselecteerd uit mensen die zich via de site van het programma hebben aangemeld. Camera's en microfoons registreren dag en nacht alles wat er in dit huis gebeurt. Dagelijks wordt op televisie een compilatie van de voorafgaande dag uitgezonden en via streaming-video is het mogelijk om via internet de deelnemers de gehele dag live te volgen. Voor deze stream dient men zich wel van tevoren aan te melden via de site van Big Brother of men moet een abonnement nemen op de streamingdienst die de stream uitzendt.
De sociale druk wordt opgevoerd doordat deelnemers elkaar moeten nomineren voor vertrek, waarna een van hen door de televisiekijkers uit het huis wordt gestemd. Wie er moet vertrekken wordt wekelijks bekendgemaakt in een live-uitzending. Na meerdere wegstemronden blijven enkele deelnemers over. In een finale-uitzending wint uiteindelijk een van de deelnemers een geldprijs. De winnaar wordt bepaald door publieksstemming via televoting.
Tijdens het verblijf in het Big Brother huis hebben de deelnemers weinig tot geen contact met de buitenwereld. Daarnaast voeren ze regelmatig opdrachten uit voor prijzen, zoals een feestavond, winkelbudget, of persoonlijke voordelen. Ook wordt door opdrachten de hoogte van de hoofdprijs voor de winnaar bepaald.

## Geschiedenis
Het idee voor Big Brother ontstond op 4 september 1997 tijdens een brainstormsessie met John de Mol, Patrick Scholtze, Bart Römer en Paul Römer. Het oorspronkelijke idee was dat men meerdere deelnemers een jaar lang op zou sluiten in een luxe villa, waarna de overgebleven winnaar één miljoen gulden zou krijgen. De werktitel van het nieuwe format was Project X en later De Gouden Kooi. Het oorspronkelijke concept werd niet opgepikt door televisiezenders om uit te zenden, zodoende werd het concept afgezwakt tot 100 dagen onder de naam Big Brother.
De naam van het programma werd bedacht door de Nederlandse schrijver Haye van der Heyden. Hij ontleende de naam aan de uitspraak "Big brother is watching you" in het boek 1984 van de Engelse schrijver George Orwell, waarin een dystopische maatschappij geregeerd wordt door de alles ziende en controlerende figuur "Big Brother".

### Nederland
In 1999 werd het eerste seizoen van Big Brother uitgezonden op Veronica. De makers van het programma in Nederland stonden onder leiding van producent Paul Römer en hoofdredacteur Hummie van der Tonnekreek. Het programma werd in het eerste seizoen een mediahype. Bekende momenten uit de eerste serie waren onder meer de mislukte parachutelanding van Willibrord Frequin in de tuin van het huis (twee andere parachutisten bereikten wel de tuin en kregen zodoende contact met de deelnemers) en de vrijscène van deelnemers Bart en Sabine. Ook traden George Baker en Marco Borsato op in de tuin van het huis.
De finale op 30 december werd door meer dan 3,5 miljoen mensen bekeken. Nadien werd Big Brother nog vijf seizoenen uitgezonden op Veronica, Yorin en Talpa.

### Vlaanderen
In Vlaanderen zond men in 2000 de eerste versie uit op Kanaal 2. Na het eerste seizoen werd Big Brother nog vijf seizoenen uitgezonden in Vlaanderen op Kanaal 2 en kanaaltwee.

### Nederland & Vlaanderen
In juni 2020 maakte RTL Nederland bekend dat een nieuw seizoen van Big Brother in de maak is. In juli 2020 werd bekend dat de serie een coproductie betreft tussen het Nederlandse RTL en SBS Belgium en in 2021 wordt uitgezonden.
Het eerste gezamenlijke seizoen ging van start op 4 januari 2021. In Nederland wordt het uitgezonden via RTL 5 en in Vlaanderen via Play4 met de herhalingen op Play5. De livestreams worden in Nederland verzorgd door Videoland en in België door GoPlay. Het wordt sindsdien in deze vorm weer jaarlijks uitgezonden in zowel Nederland als België. Het wordt alleen niet meer uitgezonden in het najaar, maar aan het begin van ieder kalenderjaar, in de maanden januari, februari en maart. De liveshows die voorheen op donderdagavond werden uitgezonden, werden tijdens de eerste vier gezamenlijke edities uitgezonden op de zaterdagavond. Tijdens de vijfde gezamenlijke editie werden er geen liveshows uitgezonden, maar werd de uitslag van de nominaties op vrijdagavond live uitgezonden, aansluitend aan de uitzending van die dag. Dit seizoen kende daarom ook geen presentatie, alleen een voice-over. De enige echte liveshow van dit seizoen was de finale die op 4 april werd uitgezonden. Hierbij waren er wel presentatoren.  
Het programma start op de eerste maandag van het kalenderjaar en eindigt begin april. Nieuwe seizoenen worden in de zomer, in de maand augustus aangekondigd en vanaf dat moment kunnen mensen zich voor het programma aanmelden in Nederland en België. In oktober of november vindt dan de selectie plaats, waarbij iedereen die zich heeft aangemeld wordt gescreend. Hierbij wordt gekeken of men het avontuur aankan. De geselecteerde bewoners worden in december of januari bekendgemaakt. Deze gaan dan meestal rond Nieuwjaarsdag het huis in. Dit huis heeft elk seizoen een andere inrichting die in januari wordt bekendgemaakt vlak voordat het programma start. 
Een vast onderdeel in deze seizoenen is de "freeze"-opdracht. Deze wordt gedaan tijdens bezoeken aan het huis van mensen van buitenaf, zoals familieleden, fans of in het huis optredende artiesten. Het houdt in dat de bewoners op zo'n moment gedurende de periode van het bezoek doodstil moeten blijven staan om op deze manier geld of andere prijzen te verdienen. Ook mogen de finalisten in de finaleweek nette kleding uitzoeken voor de grote finale, zodat ze er tijdens deze live-uitzending netjes uitzien voor de fans en de kijkers thuis. Hiervoor opent Big Brother in deze week een speciale boetiek.

### Internationaal

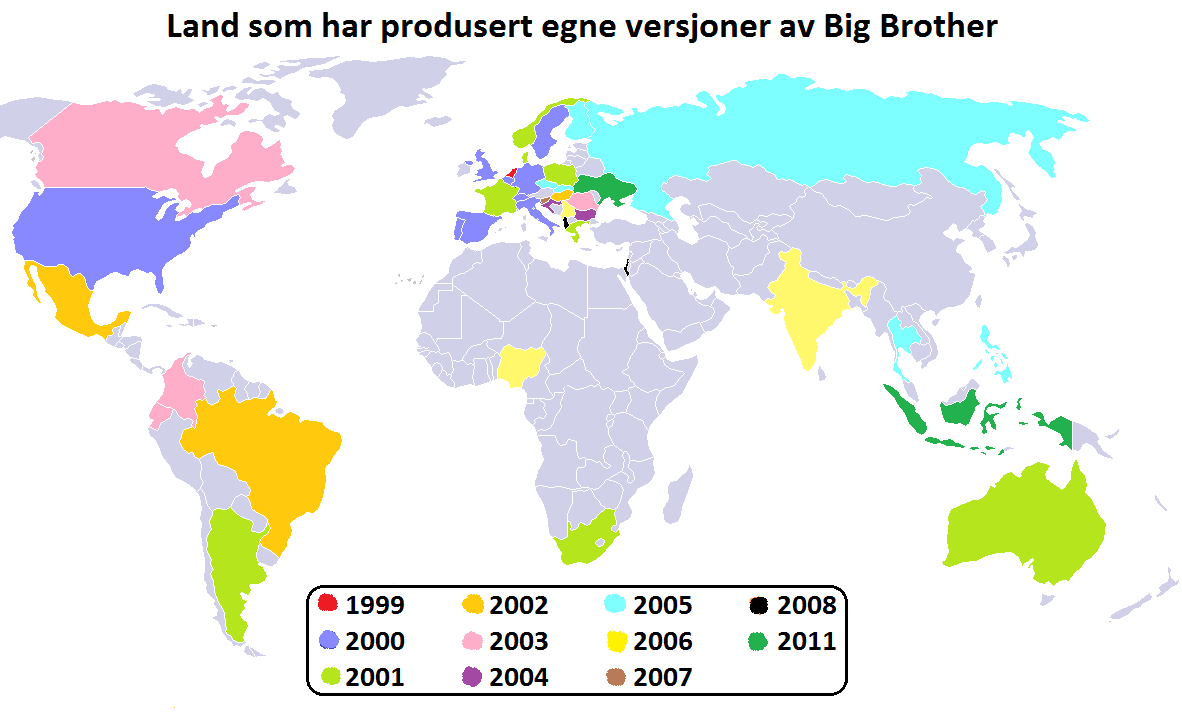
Kaart van de uitbreiding van het Big Brotherprogramma over verschillende landen

Duitsland was het tweede land dat begon met uitzendingen van Big Brother. Na een paar dagen kwam daar een discussie over het programma. De producenten stonden zelfs op het punt het van de buis te halen, maar het werd in 2000 gewoon tot het einde uitgezonden. Wel werd er besloten om een kamer te maken waar geen camera's waren, waar de kandidaten soms konden verblijven zonder te worden gevolgd.
In Frankrijk was het televisieprogramma Loft Story na enkele dagen een gevoelig gespreksonderwerp. Tegenstanders vonden het niet normaal mensen een lange tijd te blijven volgen.
In Spanje en vijf Zuid-Amerikaanse landen wordt het programma uitgezonden onder de naam Gran Hermano (Spaans voor Big Brother).

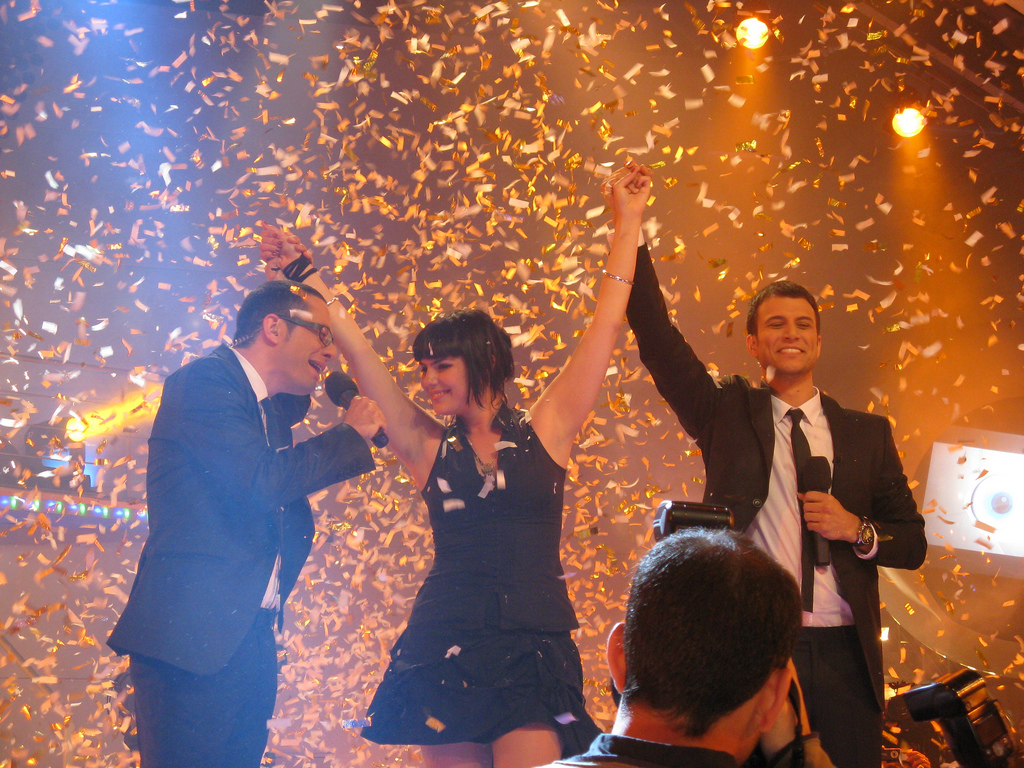
Erez Tal (links) en Assi Azar (rechts), Big Brother (2008)

Sinds 2000 wordt het programma in ten minste 80 verschillende landen uitgezonden. In 2008 was Israël het eerste land in het Midden-Oosten dat Big Brother maakte onder de naam HaAh HaGadol (Hebreeuws: האח הגדול). Vooral in grote landen als Duitsland, het Verenigd Koninkrijk en de Verenigde Staten trekt het veel kijkers.

## Spin-off
Hoewel het principe van de realitysoap niet geheel nieuw was (programma's als Nummer 28 (KRO) en The Real World (MTV) bestonden al), kende het concept van Big Brother verscheidene navolgers, waaronder VIP-edities en Big Brother voor kinderen. Maar ook programma's waar het om bijna hetzelfde concept ging, zoals: De Bus, Starmaker, The Bar, Secret Story, Utopia, Een jaar van je leven, De Bondgenoten en Bestemming X
In 2006 kwam Talpa met het oorspronkelijke idee van Big Brother op televisie. In De Gouden Kooi werd een groep voor langere tijd in een grote luxe villa opgesloten. Deze show werd in Nederland gedeeltelijk simultaan aan de zesde serie van Big Brother uitgezonden.